# Rostislav Pelikán
Rostislav Pelikán (* 8. října 1978) je český basketbalista hrající Národní basketbalovou ligu za tým Mlékárna Kunín. Hraje na pozici pivota (podkošového hráče). Je vysoký 208 cm, váží 94 kg.

## Kariéra
- 1996–2000 : NH Ostrava
- 2000–2007 : Mlékárna Kunín

## Statistiky
| Sezóna   | Soutěž      | Odehrané minuty | Průměr na zápas | Body | Průměr na zápas |
| -------- | ----------- | --------------- | --------------- | ---- | --------------- |
| 1998/99  | Mattoni NBL | 173.0           | 9.6             | 48   | 2.7             |
| 1999/00  | Mattoni NBL | 554.8           | 17.9            | 175  | 5.6             |
| 2000/01  | Mattoni NBL | 725.0           | 17.7            | 229  | 5.6             |
| 2001/02  | Mattoni NBL | 527.8           | 15.1            | 186  | 5.3             |
| 2002/03  | Mattoni NBL | 652.4           | 15.9            | 255  | 6.2             |
| 2003/04  | Mattoni NBL | 652.5           | 17.2            | 216  | 5.7             |
| 2004/05  | Mattoni NBL | 979.6           | 25.1            | 332  | 8.5             |
| 2004/05  | Český pohár | 27.1            | 27.1            | 8    | 8.0             |
| 2005/06  | Mattoni NBL | 1020.3          | 22.2            | 348  | 7.6             |
| 2005/06  | Český pohár | 45.6            | 22.8            | 23   | 11.5            |
| 2006/07* | Mattoni NBL | 377.1           | 19.8            | 140  | 7.4             |

 *Rozehraná sezóna - údaje k 20.1.2007 